# Jung Hae-in
Jung Hae-in (Seúl; 1 de abril de 1988) es un actor surcoreano. Debutó en el vídeo musical «Moya» de la subunidad AOA Black en 2013 y oficialmente a través de la serie Bride of the Century el siguiente año. Obtuvo mayor reconocimiento por sus interpretaciones de reparto en 2017 en las series While You Were Sleeping y Prison Playbook. Jung tuvo su primer papel protagónico en el drama Something in the Rain (2018)

## Primeros años
Es el tercer bisnieto de Jeong Yakyong, un gran pensador de la era Joseon. Tiene un hermano menor.
Se graduó de la Universidad Pyeongtaek, en el departamento de entretenimiento, donde participó en varias actividades que incluían musicales.
Se enlistó en el ejército cuándo tenía 21 años, donde cumplió su servicio militar. 
Es buen amigo de los actores Lee Jong-suk y Shin Jae-ha (coestrellas en While You Were Sleeping), así como de Lee Kyu-hyung (coestrella en Prisión Playbook) Lee Je-hoon. y de Kim Soo-hyun 

## Carrera
Es miembro de la agencia FNC Entertainment. Firmó con su agencia después de graduarse de la universidad y el ejército. En mayo de 2021 se anunció que había renovado por segunda vez su contrato con la agencia.

### Principios
Experimentó por primera vez la actuación en un musical durante la universidad, sin embargo su determinación de convertirse en un actor se estableció cuando estaba en el servicio militar y  perdió 12 kg de peso para conseguir su sueño. Debutó a los 26 años.
Oficialmente debutó en 2014 en Bride of the Century y posteriormente participó en la película indie The Youth. El mismo año se unió al elenco de la serie sageuk Los Tres Mosqueteros. Entonces realizó pequeños roles y cameos en varias series y películas de 2014 a 2016. Uno de sus más memorable cameos fue en Goblin como el primer amor de Ji Eun Tak (Kim Go-eun).

### 2017–2021: Aumento de popularidad y primer protagónico
En 2017 ganó popularidad con su personaje en la serie de fantasía y romance Mientras dormía. Durante su emisión, él fue clasificado como el número 1 en las búsquedas del portal surcoreano Naver. Dos de sus películas históricas, The King's Case Note y Conspiracy: Age of Rebellion, se publicaron en el mismo año. Fue elegido posteriormente en el elenco de la serie Prison Playbook.
En 2018 participó en otra película histórica, Heung-boo: The Revolutionist como el rey Heonjong. Obtuvo su primer rol protagónico en la serie Something in the Rain junto a Son Ye Jin. Debido a la serie experimentó un aumento de popularidad en Asia.
En enero de 2019 se anunció que se había unido al elenco principal de la película Ignition donde dará vida a Sang Pil, el mejor amigo de Go Taek-il (Park Jung-min).
El 22 de mayo del mismo año se unió al elenco principal de la serie One Spring Night, donde dio vida al farmacéutico Yoo Ji-ho, un padre soltero que debe enfrentarse con los prejuicios sociales por su relación con la bibliotecaria Lee Jeong-in (Han Ji-min), hasta el final de la serie el 11 de julio del mismo año.
El 23 de marzo del 2020 se unió al elenco principal de la serie A Piece of your mind (también conocida como "Half of Half") donde dio vida a Ha Won, un programador de inteligencia artificial de buen corazón, así como el fundador y el cerebro de un sitio de portal llamado "M&H".
En septiembre del mismo se confirmó que se había unido al elenco principal de la serie D.P. ("Deserter Pursuit") (también conocida como "D.P. Dog's Day"), donde interpretó al oficial Ahn Jun-ho.
En octubre de ese año se confirmó que se había unido al elenco de la serie Snowdrop junto a Kim Ji-soo, donde dio vida a Lim Soo-ho, un joven estudiante de una prestigiosa universidad de los años 90 que un día de repente entra en un dormitorio femenino cubierto de sangre.
En septiembre del 2021 se anunció que estaba en pláticas para unirse al elenco de la serie Connect.

## Filmografía

### Series de televisión
| Año     | Título en inglés (coreano)         | Personaje      | Cadena    | Notas                | Ref.                        |
| ------- | ---------------------------------- | -------------- | --------- | -------------------- | --------------------------- |
| 2014    | Bride of the Century               | Choi Kang-in   | TV Chosun |                      | [ 35 ]                      |
| 2014    | The Three Musketeers               | Ahn Min-seo    | tvN       |                      | [ 36 ]                      |
| 2015    | Blood                              | Joo Hyun-woo   | KBS2      |                      | [ 37 ]                      |
| 2015    | Reply 1988                         | Ho-young       | tvN       | Cameo, ep. 13        | [ 38 ]                      |
| 2016    | Yeah, That's The Way It Is         | Yoo Se-joon    | SBS       | 54 episodios         | [ 39 ]                      |
| 2016    | Night Light                        | Tak            | MBC       |                      | [ 40 ]                      |
| 2016    | Guardian: The Lonely and Great God | Choi Tae-hee   | tvN       | Cameo, ep. 7–8       | [ 41 ]                      |
| 2017    | While You Were Sleeping            | Han Woo-tak    | SBS       | 30 episodios         | [ 42 ]                      |
| 2017–18 | Prison Playbook                    | Yoo Jung-woo   | tvN       |                      | [ 43 ] [ 44 ]               |
| 2018    | Something in the Rain              | Seo Joon-hee   | JTBC      | 16 episodios         | [ 45 ]                      |
| 2019    | One Spring Night                   | Yoo Ji-ho      | MBC       | 16 episodios         | [ 46 ] [ 47 ] [ 48 ]        |
| 2020    | A Piece of your mind               | Moon Ha-won    | tvN       | 12 episodios         | [ 49 ] [ 50 ] [ 51 ] [ 52 ] |
| 2021    | D.P.                               | Ahn Joon-ho    | Netflix   | 1.ª temporada, 6 ep. | [ 53 ] [ 54 ]               |
| 2021–22 | Snowdrop                           | Im Soo-ho      | JTBC      | 16 episodios         | [ 55 ]                      |
| 2022    | Connect                            | Ha Dong-soo    | Disney+   | 6 episodios          | [ 34 ] [ 56 ]               |
| 2023    | D.P.                               | Ahn Joon-ho    | Netflix   | 2.ª temporada, 6 ep. | [ 57 ] [ 58 ] [ 59 ]        |
| 2024    | Amor en la puerta de al lado       | Choi Seung-hyo | tvN       | 16 episodios         | [ 60 ] [ 61 ]               |
| 2025    | Primavera de juventud              | Médico         | SBS       | Aparición especial   | [ 62 ] [ 63 ]               |

### Películas
| Año  | Título en inglés             | Título en coreano          | Rol            | Notas               | Ref.                 |
| ---- | ---------------------------- | -------------------------- | -------------- | ------------------- | -------------------- |
| 2014 | The Youth                    | 레디액션 청춘              | Park Man-jae   | Segmento Wonderwall | [ 64 ]               |
| 2015 | Salut D'Amour                | 장수상회                   | Kim Sung-chil  |                     | [ 65 ] [ 66 ]        |
| 2016 | The Moon of Seoul            | 서울의 달                  | Ji Pyung       | Cortometraje        | [ 67 ]               |
| 2017 | The King's Case Note         | 임금님의 사건수첩          | Heuk-woon      |                     | [ 68 ]               |
| 2017 | Conspiracy: Age of Rebellion | 역모: 반란의 시대          | Kim Ho         |                     | [ 69 ]               |
| 2018 | Heung-boo: The Revolutionist | 흥부                       | Rey Heonjong   |                     | [ 70 ]               |
| 2019 | Start-Up (Ignition)          | 시동                       | Woo Sang-pil   |                     | [ 71 ] [ 72 ] [ 73 ] |
| 2019 | La frecuencia del amor       | 유열의 음악앨범            | Hyun Woo       |                     | [ 74 ] [ 75 ]        |
| 2021 | Unframed - Blue happiness    | 언프레임드 – 블루 해피니스 | Park Chanyoung | Cortometraje        | [ 76 ] [ 77 ]        |
| 2024 | I, the Executioner           | 베테랑2                    | Park Sun-woo   |                     | [ 78 ] [ 79 ]        |

### Apariciones en programas
| Año  | Programa                                                         | Notas                                         | Ref.                        |
| ---- | ---------------------------------------------------------------- | --------------------------------------------- | --------------------------- |
| 2018 | Home Alone (episodio 270)                                        | invitado                                      | [ 80 ]                      |
| 2019 | Funding Together                                                 | miembro                                       | [ 81 ] [ 82 ]               |
| 2019 | Walking To The World With Friends (Jung Hae In’s Walking Report) | miembro - junto a Lim Hyun-soo y Eun Jong-gun | [ 83 ] [ 84 ] [ 85 ] [ 86 ] |
| 2021 | House On Wheels S3 (episodio 11)                                 | invitado                                      | [ 87 ]                      |
| 2023 | Actors on a Journey                                              | miembro - junto a Im Si-wan                   | [ 88 ] [ 89 ]               |
| 2024 | Salon Drip 2                                                     | invitado - junto a Jung So-min y Kim Ji-eun   | [ 90 ]                      |
| 2024 | Amazing Saturday (episodio 328)                                  | invitado - junto a Jung So-min y Kim Ji-eun   | [ 91 ] [ 92 ]               |
| 2024 | You Quiz On The Block                                            | invitado - junto a Hwang Jung-min             | [ 93 ]                      |

### Anuncios / Endorsos

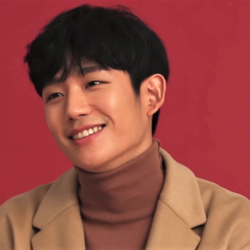
Jung Hae-in en el 2017.

| Año  | Título          | Notas               | Ref.   |
| ---- | --------------- | ------------------- | ------ |
| 2018 | Sprite          | junto a Shin Ye-eun |        |
| 2020 | Puradak Chicken | Modelo de la marca  | [ 94 ] |

### Revistas / sesiones fotográficas
| Año  | Título             | Notas                    | Ref.    |
| ---- | ------------------ | ------------------------ | ------- |
| 2017 | Marie Claire       | edición de septiembre    | [ 95 ]  |
| 2018 | W Korea            | edición de agosto        | [ 96 ]  |
| 2019 | Esquire SG         | edición de enero         | [ 97 ]  |
| 2019 | Elle Korea         | edición de agosto        | [ 98 ]  |
| 2019 | Marie Claire       | junto a Kim Go-eun       | [ 99 ]  |
| 2020 | Esquire Magazine   | edición de marzo         | [ 100 ] |
| 2020 | Cosmopolitan Korea | edición 20.º aniversario | [ 101 ] |
| 2021 | Dazed Korea        | edición de febrero       | [ 102 ] |
| 2021 | Allure Korea       | edición de julio         | [ 103 ] |
| 2021 | W Korea            | junto a Koo Kyo-hwan     | [ 104 ] |
| 2021 | Harper's Bazaar    | junto a Kim Ji-soo       | [ 105 ] |
| 2021 | GQ Korea           | edición de diciembre     | [ 106 ] |
| 2021 | W Korea            | edición de diciembre     |         |
| 2022 | Dazed Korea        | edición de junio         | [ 107 ] |
| 2022 | Arena Homme Plus   | edición de septiembre    | [ 108 ] |
| 2023 | Esquire HK         | edición de agosto        |         |
| 2024 | Elle Korea         | junto a Jung So-min      | [ 109 ] |
| 2024 | Y Magazine         | edición de otoño         | [ 110 ] |
| 2024 | Cine 21 Magazine   | edición no.1473          | [ 111 ] |
| 2024 | Dazed Korea        | edición de octubre       | [ 112 ] |
| 2024 | Harper's Bazaar    | junto a Jung So-min      | [ 113 ] |

### Actos públicos
| Año  | Título                       | Lugar                   | Notas         | Ref.    |
| ---- | ---------------------------- | ----------------------- | ------------- | ------- |
| 2018 | 2018 Mnet Asian Music Awards | Dongdaemun Design Plaza | (presentador) | [ 114 ] |
| 2019 | 33rd Golden Disc Awards      | Gocheok Sky Dome        | (presentador) | [ 115 ] |
| 2019 | 28th Seoul Music Awards      | Gocheok Sky Dome        | (presentador) | [ 116 ] |
| 2019 | 2019 Asia Artist Awards      | Hanói                   | (asistente)   | [ 117 ] |
| 2022 | 4th Asia Content Awards      | Busan Cinema Center     | (presentador) | [ 118 ] |

## Apoyo a beneficencia
El 15 de noviembre de 2019 asistió a un evento de donación organizado por Shinsung Tongsang, una empresa que lleva una serie de marcas de moda nacionales.

## Premios y nominaciones
| Año  | Premio                         | Categoría                                                       | Nominación              | Resultado | Ref.    |
| ---- | ------------------------------ | --------------------------------------------------------------- | ----------------------- | --------- | ------- |
| 2016 | 24th SBS Drama Awards          | Premio nueva estrella                                           | That's The Way It Is    | Ganador   | [ 120 ] |
| 2017 | 25th SBS Drama Awards          | Premio a la excelencia, actor                                   | While You Were Sleeping | Nominado  | [ 121 ] |
| 2018 | 54th Baeksang Arts Awards      | Actor más popular                                               | Prison Playbook         | Ganador   | [ 122 ] |
| 2018 | Asia Artist Awards             | Artist of the Year                                              | -                       | Ganador   | [ 123 ] |
| 2018 | Asia Artist Awards             | Asia Talent                                                     | -                       | Ganador   | [ 123 ] |
| 2018 | Asia Artist Awards             | Best Emotive                                                    | -                       | Ganador   | [ 123 ] |
| 2018 | 2nd Seoul Awards               | Mejor actor revelación                                          | Something in the Rain   | Nominado  | [ 124 ] |
| 2018 | 2nd Seoul Awards               | Premio Popularidad                                              | -                       | Ganador   | [ 124 ] |
| 2018 | 2nd Seoul Awards               | Premio Artista Hallyu                                           | Something in the Rain   | Ganador   | [ 124 ] |
| 2018 | 6th APAN Star Awards           | Premio K-Star (popularidad)                                     | Something in the Rain   | Ganador   | [ 125 ] |
| 2018 | 6th APAN Star Awards           | Premio a la excelencia, actor en miniserie                      | Something in the Rain   | Ganador   | [ 125 ] |
| 2019 | Korean Culture and Arts Awards |                                                                 | -                       | Ganador   | [ 126 ] |
| 2019 | 40th Blue Dragon Film Awards   | Mejor actor revelación                                          | La frecuencia del amor  | Nominado  | [ 127 ] |
| 2019 | Asia Artist Awards             | Best Icon (Actor)                                               | -                       | Ganador   | [ 128 ] |
| 2019 | Asia Artist Awards             | AAA Potential (Actor)                                           | -                       | Ganador   | [ 128 ] |
| 2019 | 2019 Best Star Awards          | Mejor actor revelación                                          | -                       | Ganador   | [ 129 ] |
| 2019 | 2019 MBC Drama Awards          | Premio a la gran excelencia, actor en serie de miércoles-jueves | One Spring Night        | Ganador   | [ 130 ] |
| 2019 | 2019 MBC Drama Awards          | Grand Prize                                                     | One Spring Night        | Nominado  | [ 130 ] |
| 2019 | Cine 21 Awards                 | Mejor actor revelación                                          | La frecuencia del amor  | Ganador   | [ 131 ] |
| 2020 | 25th Chunsa Film Art Awards    | Mejor actor revelación                                          | La frecuencia del amor  | Nominado  | [ 132 ] |
| 2020 | 56th Baeksang Arts Awards      | Mejor actor revelación (Cine)                                   | La frecuencia del amor  | Nominado  | [ 133 ] |
| 2020 | 29th Buil Film Awards          | Mejor actor revelación                                          | La frecuencia del amor  | Nominado  | [ 134 ] |
| 2020 | 56th Grand Bell Awards         | Mejor actor revelación (Cine)                                   | La frecuencia del amor  | Ganador   | [ 135 ] |
| 2022 | Director's Cut Awards          | Mejor actor en series                                           | D.P.                    | Nominado  | [ 136 ] |
| 2022 | 58th Baeksang Arts Awards      | Mejor actor                                                     | D.P.                    | Nominado  | [ 137 ] |
| 2022 | Blue Dragon Series Awards      | Mejor actor                                                     | D.P.                    | Nominado  | [ 138 ] |
| 2022 | Blue Dragon Series Awards      | TIRTIR Popularity Award                                         | D.P.                    | Ganador   | [ 139 ] |
| 2022 | 8th APAN Star Awards           | Top Excellence Award (OTT)                                      | D.P.                    | Ganador   | [ 140 ] |
| 2022 | Asia Star Awards               | Beyond Cinema Award                                             | -                       | Ganador   |         |
| 2022 | Asian Academy Creative Awards  | Mejor actor                                                     | D.P.                    | Ganador   | [ 141 ] |
| 2023 | 59th Grand Bell Awards         | Mejor actor en series                                           | D.P.                    | Nominado  | [ 142 ] |
| 2024 | 22nd Director's Cut Awards     | Mejor actor en series                                           | D.P.                    | Nominado  | [ 143 ] |
| 2024 | 45th Blue Dragon Film Awards   | Mejor actor de reparto                                          | I, the Excecutioner     | Ganador   | [ 144 ] |
| 2024 | 45th Blue Dragon Film Awards   | Popular Star Award                                              | -                       | Ganador   | [ 144 ] |